# Канадські ігри
Канадські ігри — спортивні змагання, що проводиться кожні два роки у Канаді, чергуючись між літніми та зимовими Іграми. Спортсмени — виключно любителі спортивних ігор, котрі представляють свою провінцію або територію.
Ігри були вперше проведені у 1967 році в місті Квебек, в рамках святкування сторіччя Канади. Вперше в історії Канади, 1800 спортсменів з 10 провінцій і двох територій зібралися, для змагання у п'ятнадцятьох видах спорту. Ігри відбувалися під девізом «Єдність завдяки спорту», перші Канадські зимові ігри призвели до того, що в даний час спортивні змагання у Канаді організовуються для молодих спортсменів.

## Історія
Ігри проводяться кожні два роки, по-черзі влітку або взимку, вони є однією з головних подій для розвитку молодих спортсменів Канади. Як найкращі у своїй віковій групі, ці молоді суперники беруть участь у Іграх, перед тим довго і наполегливо тренуючись, аби стати представником своєї провінції чи території, і боротися за прапор Канади та Кубок Сторіччя. Канадські Ігри вважаються першим кроком до розвитку майбутніх зірок Канади, спортсмени, які беруть участь у Канадських Іграх — це покоління національних, міжнародних та олімпійських чемпіонів.
Канадські Ігри та їх давня спадщина, продовжують сприяти розвитку спорту та відпочинку по всій Канаді.